# W Persei
W Persei är en röd superjätte och en variabel stjärna av halvregelbunden typ (SRC) i stjärnbilden Perseus. 
Stjärnan varierar mellan visuell magnitud +8,7 och 11,8 med en period av 485 dygn.